# Essência (álbum de Jotta A)
Essência é um álbum de estúdio da cantora brasileira Jotta A lançado em 2012 pela Gravadora Central Gospel Music. Gravado no estúdio Baeta, obra possui influências da música pop e da black music. O projeto gráfico foi produzido pela JrDesigner em uma embalagem digipack.

## Faixas
1. A Maior Bandeira (Jhour Bayron)
2. Agnus Dei (Michael W. Smith - Versão: Clóvis Ribeiro)
3. Lágrimas (David Marx e Jhoon Kemuel)
4. Quem Sou Eu? (Jotta A)
5. Essência (Daniela Araújo)
6. Longe (David Marx e Jhon Albuquerque)
7. Dependente (Anderson Freire)
8. Estou Contigo (Jotta A)
9. Descansarei (Reuben Morgan - Versão: Eloir de Paula)
10. O Extraordinário (Tony Ricardo)
11. Amor Maior (Jhour Bayron)
12. O Teu Chamar (Dispô Santos)
13. Viverei (Paulo Zuckini)
14. Ajuda-me a Seguir (Jhour Bayron)
15. Vem Com Josué Lutar em Jericó (Vasco Collins)

## Clipes
| Música           | Lançamento              |
| ---------------- | ----------------------- |
| Estou contigo    | 10 de fevereiro de 2012 |
| O extraordinário | 10 de fevereiro de 2012 |
| Agnus Dei        | 10 de fevereiro de 2012 |